# Albumin
Albumin là một họ protein hình cầu, phổ biến nhất trong số đó là albumin huyết thanh. Tất cả các protein của họ albumin hòa tan trong nước, hòa tan vừa phải trong dung dịch muối cô đặc, và trải qua biến tính do nhiệt. Albumin thường được tìm thấy trong huyết tương và khác với các protein máu khác ở chỗ chúng không bị glycosyl hóa. Các chất có chứa các albumin, chẳng hạn như lòng trắng trứng, được gọi là các albuminoid.
Một số protein vận chuyển máu liên quan đến tiến hóa, bao gồm albumin huyết thanh, alpha-fetoprotein, protein liên kết vitamin D và afamin.
Albumin liên kết với albondin thụ thể bề mặt tế bào.
Albumin là một trong những thành phần protein quan trọng nhất của huyết thanh, chiếm tới 58 – 74% hàm lượng protein toàn phần. 40% Albumin nằm ở huyết tương và 60% nằm ở dịch ngoại bào. Albumin máu có nhiều chức năng quan trọng như:
- Duy trì áp lực thẩm thấu keo trong máu, giữ cho nước không rò rỉ ra ngoài mạch máu;
- Cung cấp amino acid cho quá trình tổng hợp protein ở ngoại vi;
- Đảm nhiệm vai trò liên kết, vận chuyển một số chất sinh ra trong quá trình chuyển hóa của cơ thể như acid béo, bilirubin, hormone steroid và các hoạt chất khác,... đi khắp cơ thể.

Gan là cơ quan duy nhất trong cơ thể sản xuất Albumin (mỗi ngày gan tạo ra khoảng 10,5g Albumin). Cũng vì vậy, chỉ số Albumin thể hiện rõ tình trạng chức năng của gan. Albumin giảm khi gan bị suy yếu ở người mắc bệnh thận, sốc, suy dinh dưỡng, viêm nhiễm,... Albumin máu cao khi cơ thể mất nước. Tuy nhiên, vì thời gian phân hủy của Albumin là từ 12 - 18 ngày, nên trong giai đoạn đầu gan bị tổn thương, có thể Albumin trong máu chưa giảm nhiều.